# دانشگاه پیام نور مرکز شیراز
دانشگاه پیام نور مرکز شیراز به عنوان بزرگترین مرکز دانشگاهی استان فارس زیر مجموعه دانشگاه پیام نور در سال ۱۳۶۷ با رشته‌های علوم تربیتی- ادبیات فارسی و ریاضی آغاز به کار کرد و هم‌اکنون این مرکز دانشگاهی با جمعیتی بالغ بر ۱۳ هزار دانشجو در ۱۱۰ رشته و گرایش در مقاطع کارشناسی – کارشناسی ارشد و دکتری در حال فعالیت می‌باشد. از این تعداد حدود ۲ هزار دانشجو در مقاطع تحصیلات تکمیلی مشغول تحصیل هستند. دانشگاه پیام نور مرکز شیراز در سال‌های اخیر در زمینه‌های مختلف علمی، آموزشی، فرهنگی و پژوهشی حائز رتبه‌های ممتاز کشوری شده‌است. این دانشگاه واقع در شهرک گلستان شیراز و در مساحتی حدود ۱۷٫۵هکتار و زیربنای ۱۰ هکتار در نزدیکی نمایشگاه بین‌المللی شیراز قرار دارد.

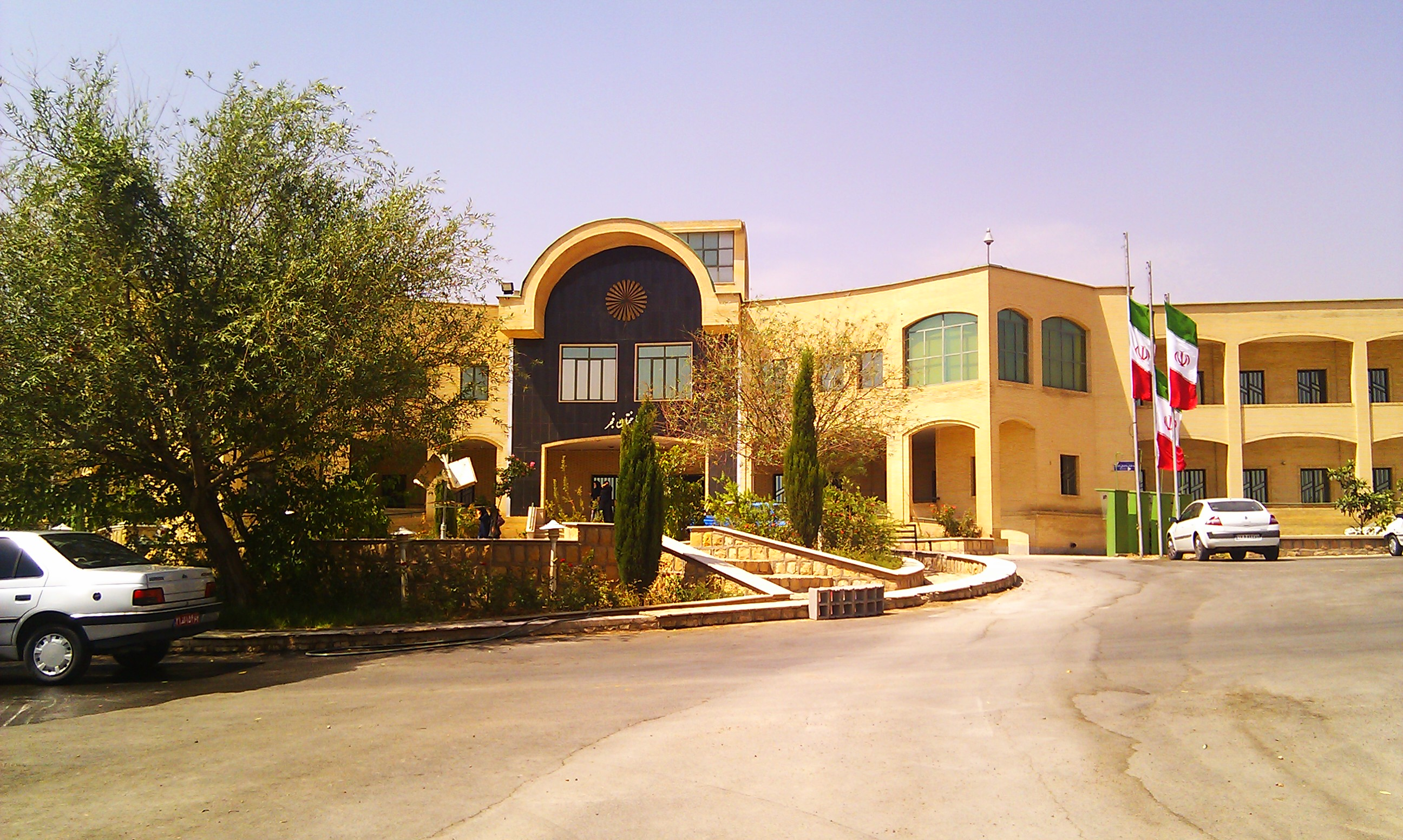
نمای ساختمان اداری دانشگاه

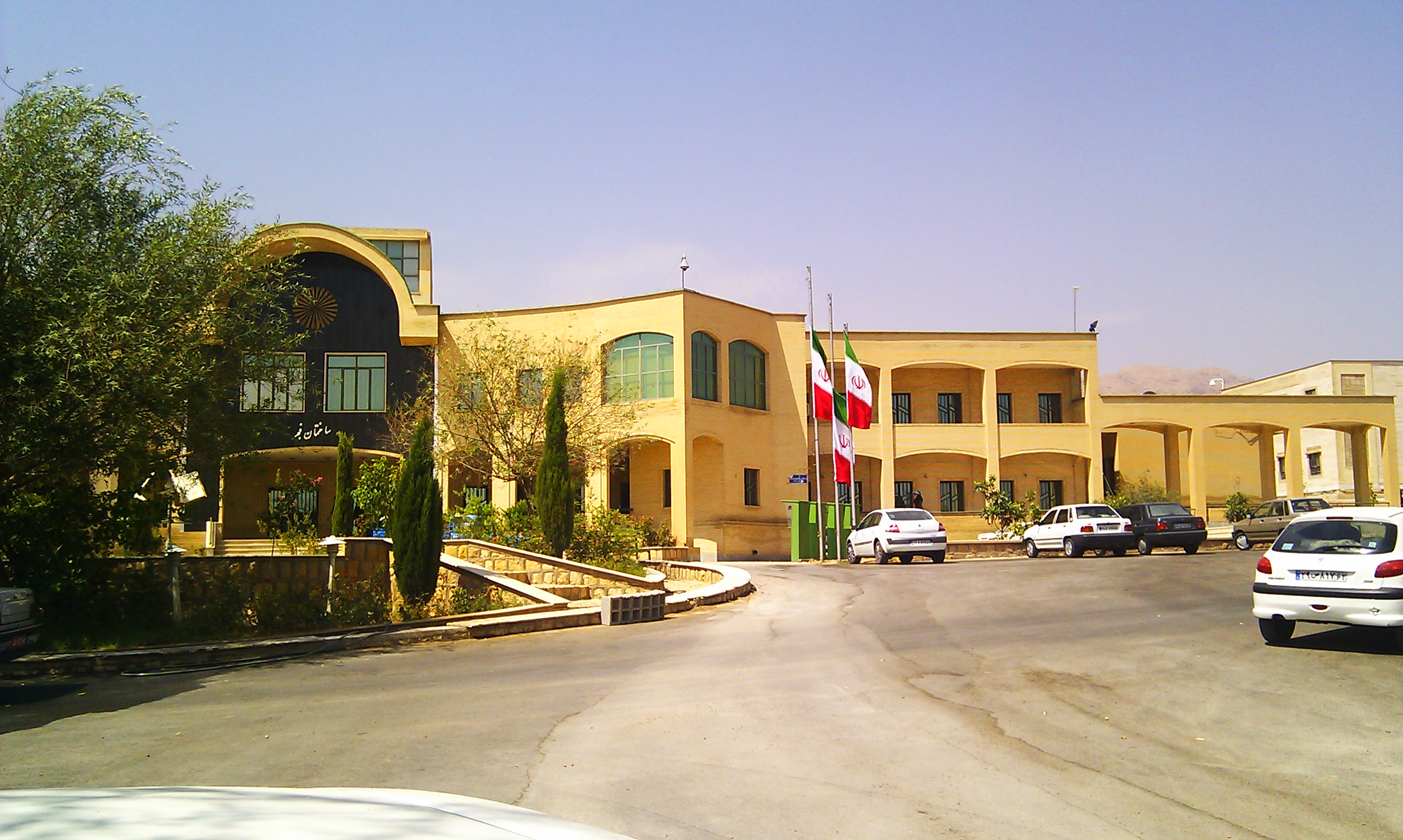
ساختمان اصلی دانشگاه

دانشگاه در یک روز برفی

نشریه‌های دانشگاه

## نحوه پذیرش

### بدون کنکور
دانشگاه پیام نور شیراز هر ساله در مقطع کارشناسی به صورت بدون کنکور و بر اساس سوابق تحصیلی دوره دیپلم دانشجو می پذیرد.البته مهم نیست که دیپلم شما نظری باشد یا فنی و حرفه کسانی که دیپلم فنی حرفه ایی دارند میتوانند در مقطع کاردانی در دانشگاه پیام نور شروع به تحصیل کنند. 
در مقطع ارشد دانشگاه پیام نور یک دوره فراگیر بدون آزمون  پذیرش دارد که  علاقه مندان میتوانند  در تاریخ ارائه شده توسط دانشگاه پیام نور شیراز که اغلب اواخر شهریور ماه می باشد در دوره فراگیر ثبت نام کنید.

## رشته‌های تحصیلی

### رشته‌های علوم انسانی
- علوم تربیتی
- مترجمی زبان انگلیسی
- زبان وادبیات فارسی
- حسابداری
- روانشناسی
- مدیریت دولتی
- مدیریت بازرگانی
- مدیریت جهانگردی
- مدیریت صنعتی
- MBA
- الهیات
- علوم اقتصادی
- علوم اجتماعی
- حقوق
- کتابداری
- زبان وادبیات انگلیسی
- زبان وادبیات عرب
- علوم سیاسی

### رشته‌های پایه
- ریاضی
- فیزیک
- شیمی
- زیست‌شناسی
- آمار
- زمین‌شناسی

### رشته‌های فنی و مهندسی
- مهندسی کامپیوتر-نرم‌افزار
- مهندسی صنایع
- مهندسی فناوری اطلاعات
- علوم کامپیوتر
- مهندسی مدیریت پروژه
- مهندسی اقتصاد کشاورزی
- مهندسی هوافضا
- مهندسی برق قدرت
- مهندسی برق مخابرات
- مهندسی برق الکترونیک
- مهندسی برق کنترل
- مهندسی مکانیک
- مهندسی مواد و متالوژی
- مهندسی نفت
- مهندسی هوافضا
- مهندسی شهرسازی
- مهندسی معماری
- مهندسی خودرو

## فعالیت‌های فرهنگی
نشریه‌ها
- چراغ
- راه میانه
- د مثه دانشجو
- نصف و نیمه
- مشکات
- ضدیخ
- فردا

## فعالیت‌های علمی

### رباتیک
- کسب مقام دوم مسابقات بین المللی ایران اوپن 2009
- کسب مقام سوم جشنواره خوارزمی
- کسب مقام دوم مسابقات کشوری روبوکاپ سما
- راه‌یابی به مسابقات جهانی روباتیک آلمان
- کسب مقام اول ربات‌های نمایشی صنعتی در چهارمین المپیاد ملی رباتیک (PNU OPEN) توسط تیم هفتواد
- کسب مقام سوم ربات‌های نمایشی آزاد در چهارمین المپیاد ملی رباتیک (PNU OPEN) نوسط تیم هورامان
- کسب دیپلم خلاقیت و نوآوری ربات‌های نمایشی صنعتی در چهارمین المپیاد ملی رباتیک (PNU OPEN) توسط تیم بیساران

### نجوم
- نمایشگاه عکس نجوم[۳]

## نگارخانه

یک روز برفی در دانشگاه
یک روز برفی